# Кондаурова Поліна Володимирівна
Поліна Володимирівна Кондаурова (нар.. 4 червня 1988, м. Нікополь Дніпропетровська обл.) — українська гімнастка (художня гімнастика), член національної збірної України в 2004—2008 роках, майстер спорту міжнародного класу, чемпіонка Всесвітньої Універсіади 2007, переможниця й призер міжнародних турнірів. Тренувалася у школі Дерюгіних.

## Життєпис
Поліна почала займатися художньою гімнастикою з 7-ми років у місті Нікополь у спортивному клубі «Електрометалург». Першим тренером дівчинки стала Ястребова Олена Володимирівна.
У віці 13 років (2001 рік) потрапила до Дніпропетровського обласного училища фізичної культури (спортивний інтернат, де спортсмени живуть без батьків, вчаться і тренуються), тренер — Єрьоміна Наталія Володимирівна (суддя міжнародної категорії).
До 16 років Поліна Кондаурова виступала за збірну Дніпропетровська та Дніпропетровської області і в особистому, і в груповому турнірі, була призеркою чемпіонатів України, а також переможницею і призеркою профспілкового чемпіонату України в групових вправах.
У 2004 році увійшла до складу збірної країни і переїхала до Республіканського училища фізичної культури і спорту у місті Київ.
Брала участь в етапах Кубка світу, чемпіонаті Європи, Всесвітній Універсіаді, чемпіонатах світу, міжнародних змагання, чемпіонатах України.
У 2007 році, після Літньої Універсіади, Поліна Кондаурова була удостоєна державної нагороди  «За працю і звитягу».
У 2008 році вона закінчила спортивну кар'єру у зв'язку з травмою колінного суглоба і операцією. У цьому ж році почав тренерську діяльність у школі Дерюгіних.
Після закінчення спортивної кар'єри Поліну запрошували працювати моделлю, якийсь час вона знімалася для реклами і постерів. Однак пізніше, коли їй довелося вибирати між кар'єрою тренера та моделі, дівчина вибрала більш близький для себе шлях — професію тренерки.
У 2010 році отримала диплом магістра НУФВСУ за спеціальністю біомеханіка спорту.
Пізніше вирішила працювати з групою набору для підвищення кваліфікації і стала тренеркою ДЮСШ № 3 «Спартак».
У 2013 році Поліна Кондаурова пройшла суддівський семінар і отримала першу категорію національної судді.

## Родина
Поліна народилася в простій робітничій родині, мама Тетяна Анатоліївна і тато Володимир Васильович обидва працювали на Нікопольському заводі феросплавів. Зараз батьки спортсменки пенсіонери.